# Le pingouin
Le pingouin è un singolo della cantante italiana, naturalizzata francese, Carla Bruni, il terzo estratto dall'album Little French Songs e pubblicato il 28 giugno 2013.

## La canzone
La canzone, in stile pop francese, è stata scritta dalla stessa Carla Bruni. La cantante spiega:

## Videoclip
Il video musicale mostra una serie di simpatici video di fans mentre imitano il movimento del pinguino. Si conclude con l'apparizione della cantante tra le strade di Parigi, mentre balla con altri ballerini.

## Tracce
Download digitale
1. Le pingouin – 2:18 (testo: Carla Bruni)